# Anne Linnet
Anne Linnet, född 30 juli 1953 i Århus, är en dansk musiker, kompositör och sångare. Hon har varit en del av den danska musikscenen sedan 1970-talet och är en sångare som varit populär genom flera årtionden. Hon har gett ut åtskilliga soloalbum och varit medlem i banden Tears, Shit & Chanel, Anne Linnet Band och Marquis de Sade. Linnet har skrivit succélåten "Tusind stykker" som även blev en hit i en svensk version av och med Björn Afzelius.
Anne Linnet har vunnit erkännande för sina ärliga och ofta politiska och feministiska texter, och för sitt experimenterande med musikgenrer. Hon har dessutom gjort sig bemärkt för sin öppenhet kring sin bisexualitet.

## Biografi

### Bakgrund och 1970-talet
Anne Linnet började som barn sjunga gospel och uppträdde i tonåren som folkmusiker. När hon var 17 år framträdde hon på den århusska musikscenen tillsammans med sin dåvarande man jazzsaxofonisten och kompositören Holger Lauman i jazz-rockgruppen Tears. I början av 1970-talet gick hon en musikutbildning i Århus. Linnet och Lauman fick sitt första barn, dottern Evamaria, 1973 och något år senare sonen Marcus.
Under 1970-talet utbildade sig Anne Linnet vid Det Jyske Musikkonservatorium. År 1973 startade hon och fyra andra kvinnliga musiker bandet Shit & Chanel, som med sin kvinnopolitiska musik utan paroller nådde ut till en bred publik. Bandets största hit, låten "Smuk og dejlig" (1975), som är skriven av Linnet, ingår i Danmarks kulturkanon. Utöver detta gav Anne Linnet under 70-talet ut soloalbumet "Kvindesind", där hon tolkar Tove Ditlevsens diktsamling med samma namn från 1955. 

### 1980-talet
Efter Shit & Chanel fortsatte Anne Linnet med nya rockbandsprojekt. År 1980 startade hon tillsammans med sångerskorna Sanne Salomonsen och Lis Sørensen Anne Linnet Band som hade en stor hit med "Det er ikke det du siger". Senare under 1980-talet lanserade hon bandet Marquis de Sade, som med några S&M-texter till en början väckte en viss upprördhet. Bandet hade en – för Anne Linnet – nytänkande rytmik som var mycket präglad av 80-talets musik, som till exempel Eurythmics. Marquis de Sade gav ut tre album, varav "Hvid Magi" innehöll hitlåten "Venus".
Anne Linnet studerade komposition för tonsättaren Per Nørgård vid Det Jyske Musikkonservatorium från 1977 och examinerades som kompositör 1985. Hon skrev flera orkesterkompositioner, bland annat "Spring Capricious" 1985, och musikaler som "Gøngehøvdingen" 1989. År 1984 uppträdde hon i sin rockmusikal "Berlin 84" på Bellevue Teatret i Köpenhamn, en uppsättning som var slutsåld alla kvällar under de tre månader den uppfördes.
Under senare delen av 1980-talet var hon delaktig i projekt av annorlunda karaktär. I samband med att Tove Ditlevsens roman Barndomens gata blev filmatiserad av Astrid Henning-Jensen 1986, tonsatte Linnet för filmen en rad av Ditlevsens dikter. Tillsammans med producenten Jan Degner grundade hon 1988 skivbolaget Pladecompagniet, bolaget såldes 1994 till den danska avdelningen av Sony Music. År 1989 gjorde Linnet albumet "Min sang" i samarbete med prästen och författaren Johannes Møllehave som skrev albumets texter. Samarbetet ledde till att en rad kyrkokonserter uppfördes. Albumet nådde förstaplatsen på danska Tracklisten.
Parallellt med dessa projekt gav hon 1988 ut skivan "Jeg er jo lige her", som blev hennes kommersiellt mest framgångsrika album med över 500 000 sålda exemplar, vilket gör albumet till ett av de mest sålda i Danmark. Albumets öppningslåt "Tusind stykker" blev en stor hit. Björn Afzelius spelade in en svensk version, "Tusen bitar", som även den blev en stor hit.

### Senare år och författande
Under 1996 skrev Linnet kammaroperan "Thorvaldsen" om den danske 1800-tals skulptören Bertel Thorvaldsen.

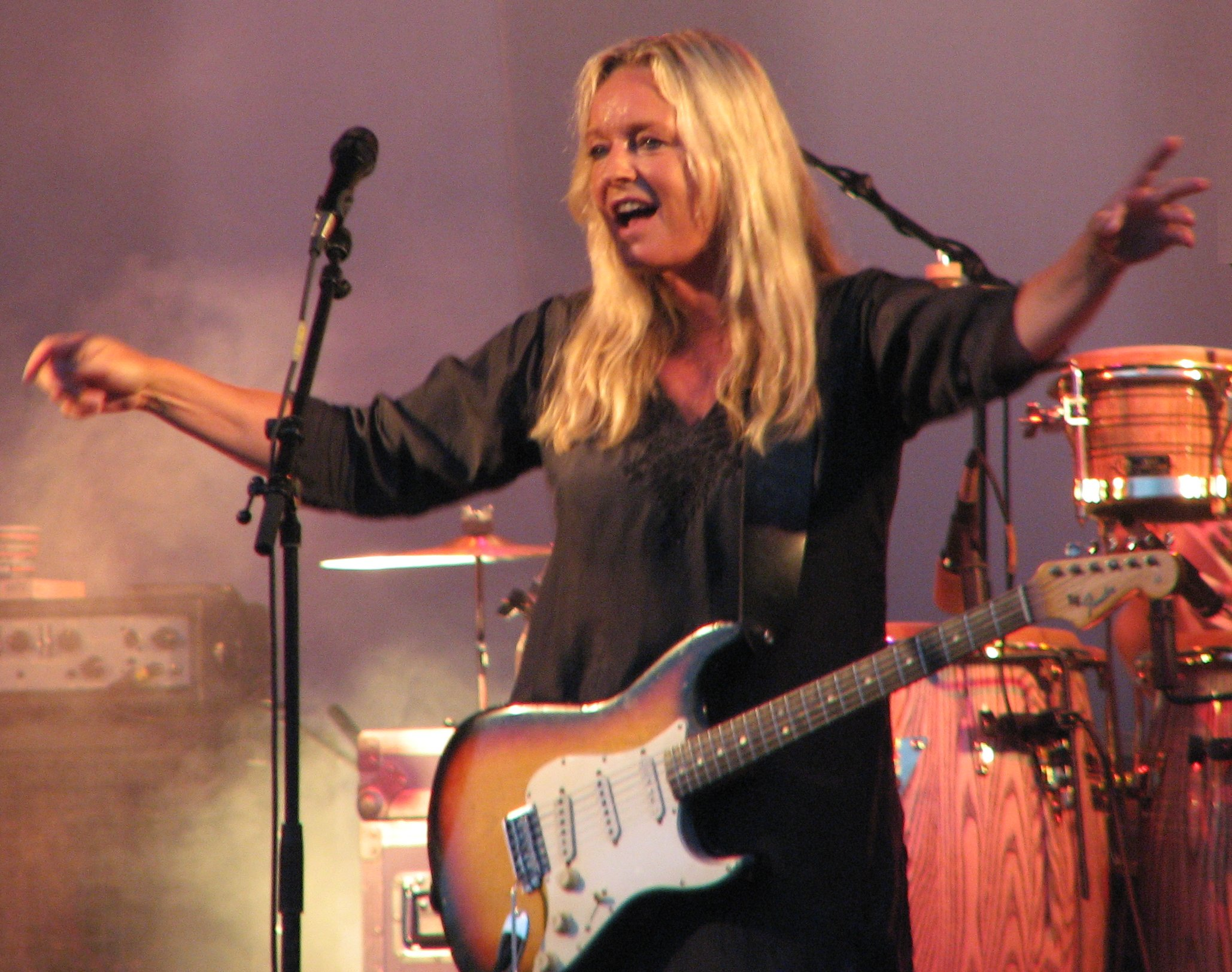
Anne Linnet, Nibe Festival 2009.

Hennes album "Akvarium" som kom ut 2007 blev etta på danska Tracklisten, vilket var första gången sedan 1989-albumet "Min sang"
Anne Linnet skrev texterna till den danska versionen av Abba-musikalen Mamma Mia! som hade premiär hösten 2010 i Tivolis konserthus. 
År 2011 uppförde konstnärskollektivet Sort Samvittighed på Betty Nansen Teatret en teaterkonsert kallad "Hvid Magi", baserad på Anne Linnets texter och kompositioner, som en hyllning till hennes musik. 
Under 2013 satt hon i juryn för danska versionen av The X Factor, men slutade efter en säsong.
Anne Linnet har publicerat två memoarböcker. Den första heter "Hvor kommer drømmene fra" och gavs ut 2000. I boken skriver hon om de första tjugo åren av sitt liv, från sin egen födelse till sin första dotters födelse. I memoarboken "Testamentet" från 2013 är det de följande åren, från 1972 till 1984, med rockband, komponerande och kärleksrelationer, som hon berättar om. Anne Linnet har även publicerat en diktsamling och barnböcker.

### Privatliv
Anne Linnet har levt med både män och kvinnor och har blivit något av en bisexuell ikon. Hon var från 1974 till 1985 gift med jazzmusikern Holger Laumann med vilken hon fick barnen Eva och Jan Martin, som senare har ändrat namn till Evamaria och Marcus.
År 1988 fick hon sonen Alexander med Mads Buhl Nielsen. 2006 adopterade hon det rumänska syskonparet Maria och Peter eller ”P” som hen föredrar att kalla sig. 
Sommaren 2010 ingick Anne Linnet registrerat partnerskap med 23-åriga Tessa Franck. Tessa Frank födde en dotter i juli 2010 och tre år senare en son. I december 2013 offentliggjorde Anne Linnet att paret var på väg att skiljas.
2017 träffade Anne den 38 år yngre Kathrine Kjær. De gifte sig 2019 men valde att gå skilda vägar 2022.

## Diskografi (urval)
| Album - Anne Linnet (Abra Cadabra, 1975) - Kvindesind (Exlibris, 1977) - You're Crazy (Better Day, 1979) - Go' sønda' morn' (Pladecompagniet, 1980) - Barndommens gade (CBS, 1986) - Jeg er jo lige her (Pladecompagniet, 1988) - Min sang (Pladecompagniet, 1989) - Spring Capricious (Pladecompagniet, 1989) - Det' så dansk (Pladecompagniet, 1991) - Tal til mig (Pladecompagniet, 1993) - Pige, træd varsomt (Pladecompagniet, 1995) - Jeg og du (Circle, 2001) - Relax (Circle, 2003) - Her hos mig (Universal, 2005) - Akvarium (Columbia/Sony BMG, 2007) - Anne Linnet (Columbia/Sony BMG, 2008) - Linnets jul (Columbia/Sony, 2010) - Kalder længsel (Columbia/Sony, 2012) - Alle mine drømme til dig (ArtPeople, 2015) Samlingsalbum - Univers (samlingsbox, CBS, 1990) - Nattog til Venus: De bedste sange 1 (samling, Pladecompagniet, 1999) - Boksen (samlingsbox, Sony BMG, 2009) - De bedste (samling, Sony, 2011) Musikal-, teater- och filmmusik (utgiven) - Roserne bryder ud (med Erik Knudsen, musikal) (CBS, 1981) - "Venner" / "Ingen anden drøm" (med Thomas Helmig, Den kroniske uskyld) (singel, CBS, 1985) - "Musik fra filmen Time Out" (singel, Pladecompagniet, 1988) - "Dagens Donna" (singel, Pladecompagniet, 1990) - Thorvaldsen (Mega, 1996) | - Tears (Spectator, 1970) - Sweet Thing (som Anne Linnet & Tears) (Artist, 1973) - In My Ears (Artist, 1974) - Shit & Chanel (AbraCadabra, 1976) - Shit & Chanel No. 5 (AbraCadabra, 1977) - Tak for sidst (Metronome, 1978) - Dagen har så mange farver (Metronome, 1979) - Shit & Chalou (samling, Metronome, 1982) - Shit & Chalou – 1974-1982 (samlingsbox, Sony, 2012) - Anne Linnet Band (CBS, 1981) - Cha Cha Cha (CBS, 1982) - Marquis de Sade (CBS, 1983) - Hvid magi (CBS, 1985) - En elsker (CBS, 1986) - Over mig, under mig (Universal, 2002) - Berlin '84 (CBS, 1984) - Krig og kærlighed (Pladecompagniet, 1990) - Bitch Boys (Mega, 1999) |

## Utmärkelser
- LO:s kulturpris,  1986[1]
- Robert för bästa filmmusik,  1987[2]
- Statens Kunstfonds hedersutmärkelse[1]
- Riddare av Dannebrogorden[3]
- Rødekro Kulturpris,  2015[4]

[Redigera Wikidata]